# Souimanga brun
Anthreptes gabonicus
Espèce
Statut de conservation UICN

 LC  : Préoccupation mineure
Le Souimanga brun (Anthreptes gabonicus) est une espèce de passereaux appartenant à la famille des Nectariniidae.

## Répartition
Il vit en Afrique équatoriale : du Sénégal à l'Angola.

## Habitat
Il fréquente forêts humides de plaine, mangrove, schorres et plantations.